# Orchestes betuleti
Orchestes betuleti is een kever behorend tot de familie Curculionidae. Hij leeft monofaag op Ulmaceae en mineert de bladeren van deze plant. Larven leven in  juli-augustus en imago's komen uit in augustus.

## Kenmerken
Het ei wordt in  mei-juni afgezet in aan de onderzijde van het blad. Meestal wordt er een zijnerf gebruikt voor de afzetting waar een litteken te zien is. Van hieruit wordt een korte voldiepe gang gemaakt in de richting van de rand van het blad. Deze gang eindigt in een blaasmijn. Het centrum van de blaasmijn bevat frass hetgeen te zien is aan de donkere kleur.

## Verspreiding
Het verspreidingsgebied loopt van Noorwegen tot Frankrijk en Italië. Hij kot niet voor op de Britse Eilanden.